# الدخيل (فلم)
الدخيل هو فيلم دراما مصري من إخراج نور الدمرداش  وبطولة ليلى فوزي، زيزي البدراوي، محمود المليجي، صلاح قابيل، حمدي غيث وفاتن الشوباشي، صدر الفيلم في 15 مايو 1967.

## نبذة
بائع متجول (زكي) يدخل بلدة صغيرة ويدّعي الإغماء ويستضيفه العمدة في بيته لإسعافه ويطلب زكي أن يستقبل أحدهم ابنته فتنة، فيستقبلوها ويستضيفوها كذلك وتلعب فتنة بابن العمدة حتى يشتري زكي بعض عقارات البلدة بالخداع بدون دفع ثمنها.

## طاقم العمل
- ليلى فوزي بدور فتنة زكي زكي موسى
- زيزي البدراوي بدور فاطمة علوان
- محمود المليجي بدور لخواجة زكي زكي موسى
- صلاح قابيل بدور المهندس صابر مبارك
- حمدي غيث بدور عبد العليم علوان
- فاتن الشوباشي بدور الدكتورة بدرية

## وصلات خارجية
- مقالات تستعمل روابط فنية بلا صلة مع ويكي بيانات
- الدخيل على موقع الدهليز